# Boog Powell
John Wesley «Boog» Powell es un beisbolista estadounidense retirado. Jugó en los Grandes Ligas de Béisbol como una primera base y jardinero izquierdo desde 1961 a 1977, más prominente como un miembro de la dinastía de los Orioles de Baltimore que ganó cuatro gallardetes y dos campeonatos del Serie Mundial entre 1966 hasta 1971. Se dirigió la Liga Americana en 1964 con un porcentaje de slugging de .606 y ganó el título de MVP de la Liga Americana en 1970. También jugó por los Indios de Cleveland y los Dodgers de Los Ángeles. En 1979, Powell fue inaugurado al Salón de la Fama de los Orioles de Baltimore
En su carrera de diecisiete temporadas, Powell tuvo un promedio de bateo de .266 con 339 jonrones, 1,187 CE, un porcentaje de slugging de .462 y un porcentaje en base de .361 en 2,042 partidos. Powell tuvo tres jonrones en un el mismo partido tres veces durante su carrera y solo queda atrás de Eddie Murray y Cal Ripken Jr. en la lista completo de jonrones de los Orioles de Baltimore.
En 1983, Powell recibió cinco votos para el Salón de la Fama del Béisbol (1.3% de todos los votos del Salón de la Fama) en su única apariencia en la balota).

## Primeros años
Powell nacido en Lakeland, Florida y jugó por el equipo de la ciudad en el Serie Mundial de Pequeñas Ligas de 1954. Después de mudándose a Cayo Hueso cuando tenía 15 años de edad, Powell jugó por la Escuela Secundaria de Cayo Hueso y graduó en 1959. Powell recibido el apodo de «Boog» por su padre. Powell explicado, "En el Sur, se llaman los niños pequeños que se mete en polémicas «buggers» (pronunciado ´boogers´), y mi papá se cortó a Boog."

## Trayectoria

### Orioles de Baltimore (1961-1974)
Powell firmó con los Orioles de Baltimore; Jim Russo (el buscador que se convocó) también fue el buscador que firmó Jim Palmer y Dave McNally. Powell pensaba su carrera con los Orioles después de dirigiendo la Liga Internacional en jonrones con las Alas Rojos de Rochester en 1961. En sus primeras tres temporadas con Baltimore, tubería la posición de un jardinero izquierdo antes de cambiando a la primera base en 1965. En el plato, tubería un éxito inmediato gracias a sus resultados de sacando 25 jonrones en 1963; en 1964, dirigía en la Liga Americana con un porcentaje de slugging de .606 cuando ganaba 39 jonrones, también con faltando algunas semanas porque de su muñeca rota. En 1965, sus estadísticas bajo a un porcentaje de slugging de .248 con 17 jonrones, pero se subí durante la Liga Americana 1966, ganando los honores de «Regreso de del jugador del año» con sus resultados de la temporada haciendo un porcentaje de slugging de .287 con 34 jonrones, también cuando tenía un dedo roto.
En 1966, Powell, juntos con Frank y Brooks Robinson, fue titulares de los Orioles a la Serie Mundial de 1966 donde se sorprendo el mundo del beisbol con los Orioles ganando cuatro partidos contra los Dodgers de Los Ángeles, haciendo campeones de la temporada.
Antes de la temporada de 1968, Powell lamento, "Por la unica vez, solo una vez, quiere ir una temporada total sin hacer lesionado", y se logró, jugando en 150 partidos en las siguientes tres temporadas sin lesión. En la cima de su carrera, tenía un porcentaje de slugging de .304 con 37 jonrones y 121 carreras impulsadas. En la temporada de 1970, logró el título de MVP de la Liga Americana, logrando 35 jonrones con 114 carreras impulsadas y apenas faltó un porcentaje de slugging de .300. En la Serie Mundial de 1970, Powell hizo un jonrón en los primeros dos partidos con los Orioles derrotando a los Rojos de Cincinnati en cinco partidos. Antes de la temporada de 1971, Powell aprecio en el cubre de Sports Illustrated para la edición previa de beisbol para 1971. Powell ayudo a los Orioles llegando a la Serie Mundial de 1971, marcando un par de jonrones en el segundo partido de la Serie Campeonato de la Liga Americana de 1971 contra los Atléticos de Oakland pero solo tenía un porcentaje de slugging de .111 en la serie con los Orioles perdiendo a los Piratas de Pittsburgh en siete juegos.

### Los Indios y Dodgers
Powell fue una titular en la Liga Americana por cuatro años, pero director Earl Weaver creo en utilizando la Sistema de pelotones y en las temporadas de 1973 y 1974, Powell fue una víctima a ese, limitando sus hora de batears. Juntos con Don Hood, fue cambiado para jugar para los Indios de Cleveland por Dave Duncan y Alvin McGrew en el 25 de febrero de 1975. Powell volví hacer un regular con los Indios, teniendo un porcentaje de slugging de .297 (con 129 tapas), un porcentaje de fildeo de .997 y 27 jonrones que fue su mejor temporada desde 1970. En la siguiente temporada, pero, solo obtuvo 9 jonrones en 1976. Ese se resultó en el haciendo renunciado por los Indios durante el entrenamiento de primavera en el 30 de marzo de 1977. Ese año fue su temporada final que se jugó como un bateador emergente por los Dodgers de Los Ángeles. Obtuvo un porcentaje de slugging de .297 con ningún jonrón y 5 carrera impulsadas. Fue soltado en el 31 de agosto de 1977.

## En la cultura popular

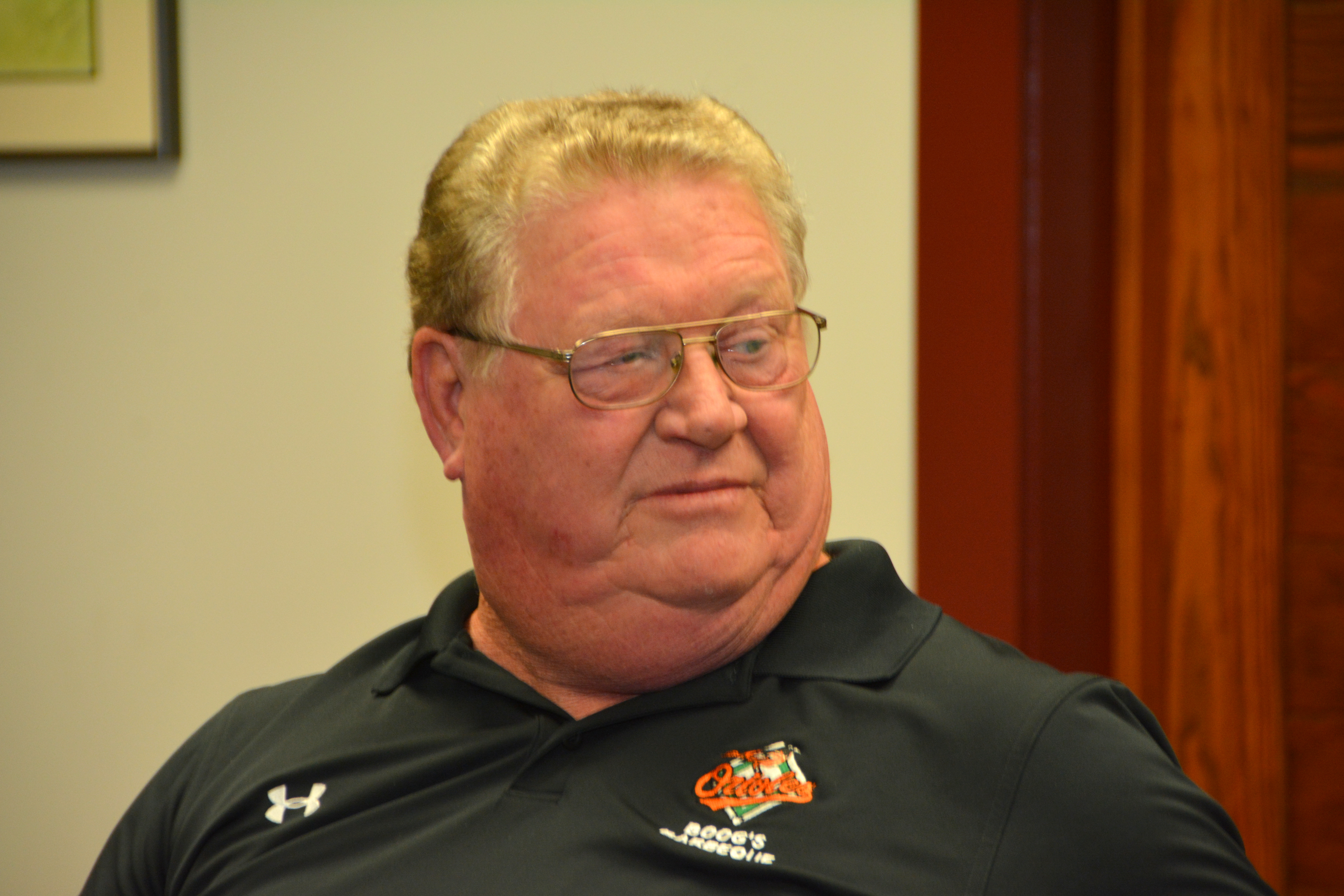
Powell en la Festival del Libros de Annapolis en 2015.

Durante los años 1970 y 1980, Powell apareció en diez diferente comerciales televisas por Miller Lite beer, incluyendo un comercial con ampáyer Jim Honochick. Jugando con el tema de haciendo bromas a los ampáyeres que se hice llamas malas, el comercial presentado Honochick intentando a leer una botella de cerveza con Powell haciendo el narrador de la comercial. Prestando los anteojos de Powell para enfatizar la marca, también podría ver a quien estaba parando juntos con él desde el prinicpio del comercial con Honochick exclamando, "¡Oye, eres Boog Powell!".
Powell es mencionado en un capítulo de la comedia de situación estadounidense Cheers titulado "Sam at Eleven" ('Sam en Once'). El personaje Sam Malone que fue un lanzador de relevo para las Medias Rojas de Boston menciona que sus mejores momentos en su carrera fue cuando se retiró a Powell en dos partidos de una doble cartelera.
Powell también es mencionado en un capítulo de F Is for Family. Duranta la buscada de su esposa después de un argumento, Frank Murphy maneja pasada una jaula de bateo y escucha el bate golpear un lanzamiento. Luego se dice a su hija Maureen, "Eso es tu madre o Boog Powell".
Powell tenía tantas referencias en capítulos de Misterio en el espacio donde después de un mano grande se viene por la ventana, el personaje Tom Servo se exclame, "Mira, es Boog Powell!"
Locutor del MLB Jon Sciambi inspiro su apodo de Powell.
El jugador de béisbol Boog Powell, nacido Herschel Mack Powell en 1993, lleva su nombre en su honor, pero no está relacionado.